# Victor Franz Hess
Victor Francis Hess, avstrijsko-ameriški fizik, * 24. junij 1883, Grad Waldstein pri Peggau, Avstro-Ogrska (danes Avstrija), † 17. december 1964, Mount Vernon, New York, ZDA.
Hess je leta 1936 prejel Nobelovo nagrado za fiziko »za odkritje kozmičnih žarkov.« Predaval je na dunajski univerzi.